# براد أندرسون (فنان قصص مصورة)
براد أندرسون (بالإنجليزية: Brad Anderson)‏ هو فنان قصص مصورة ورسام كارتون أمريكي، ولد في 14 مايو 1924 في جيمستاون في الولايات المتحدة، وتوفي في 30 أغسطس 2015 في ذا وودلاندز في الولايات المتحدة.

## وصلات خارجية
- براد أندرسون على موقع IMDb (الإنجليزية)
- براد أندرسون على موقع إن إن دي بي (الإنجليزية)